# Holger Pedersen (astronome)
Ne doit pas être confondu avec Holger Pedersen (linguiste).
Holger Pedersen, né le 3 novembre 1946, est un astronome danois de l'observatoire européen austral.
Holger Pedersen s'est particulièrement intéressé aux sursauts gamma qui sont des bouffées de photons gamma qui apparaissent aléatoirement dans le ciel. Ils sont situés à de très grandes distances de la Terre, et sont de ce fait les évènements les plus lumineux de l’Univers, après le Big Bang.
Holger Pedersen analyse par ses observations les planétoïdes et les météorites.
Deux astéroïdes portent son nom : (9266) Holger.
Le 9 décembre 1997 à 5 h 15 locales (8 h 15 UTC), un superbolide a illuminé la nuit polaire au-dessus du Groenland. Il fonçait sur la Terre à 56 kilomètres par seconde. À Copenhague, l'Institut d'astrophysique Niels-Bohr a même évoqué l'explosion d'une petite bombe atomique. Une équipe de géophysiciens et d'astronomes danois, dont faisait partie Holger Pedersen, a sillonné les terres gelées à la recherche de l'astéroïde.